# 日常城市体系
日常城市体系（英語：daily urban system，DUS）是指城市周围的日常通勤区域。这是通过包括个人上下班的区域来定义城市范围的一种方法。日常城市体系这一概念由美国地理学家贝里（Berry）首次提出，然后由英国地理学家霍尔（Hall）引入欧洲。

## 定义
日常城市体系主要关注地理意义上的城市，大部分通勤流量都在其中发生。然而，一些案例研究也可能关注特定城市的外围和郊区。日常通勤包括工作和休闲，造就了日常城市体系中的高密度。这使得交通运输的速度降低。市中心的旅行速度通常约为16 km/h，但这可能因地而异。
日常城市体系的扩张可能导致城市蔓延。因此，这种体系可能覆盖多个地方行政区划、经济体，有复杂的人口构成。研究日常城市体系的学者基本上都关注交通规划。有些人着眼于城市区域本身的微观分析，也有人对由多个城市组成的区域进行宏观分析。
城市群与日常城市体系的区别在于，城市群囊括了外围的乡镇、县和其他划定的区域。它着眼于共同的经济关系和其他因素。而日常城市体系仅表明通勤到城市的人们住得有多远。它显示了蔓延程度，或者由于地区之间的条件差异，人们如何居住在远离他们每天通勤去的地方。